# Donald Burton
Donald Burton (Norwich, Engeland, 10 februari 1934 - Cathedral City, Californië, 8 december 2007) was een Engelse theater- en televisieacteur. 
Hij had een opleiding aan de Royal Academy of Dramatic Art. Hij werkte een aantal jaren bij de Royal Shakespeare Company en had een rol in The War of the Roses. In 1965 speelde hij in  Gogols The Government Inspector in het Aldwych Theatre, Londen, met Paul Scofield, Eric Porter, Paul Rogers, Stanley Lebor en Bruce Condell.
Burtons televisierollen omvatten The Duchess of Duke Street, The Doombolt Chase, Upstairs, Downstairs, Public Eye, Minder Gunfight at the O.K. Laundrette en Fraud Squad. Zijn theaterrollen omvatten How the Other Half Loves en Educating Rita. Bij het Engelse publiek werd hij bekend als Commander Mark Nialls, kapitein van HMS Hero in de BBC-televisieproductie Warship.
In 1990 ging Burton terug naar Broadway in een productie van  The Merchant of Venice in het 46th Street Theatre.
Burton trouwde met actrice Carroll Baker op 10 maart 1982. Ze waren 29 jaar getrouwd toen hij stierf  in zijn huis in Cathedral City, Californië. Hij werd 73 jaar.